# Mark Whitehead
Mark Scott Whitehead (14 de fevereiro de 1961 — 6 de julho de 2011) foi um ciclista olímpico estadunidense. Representou sua nação nos Jogos Olímpicos de Verão de 1984.